# Hans Christian Gram
Hans Christian Joachim Gram, né à Copenhague le 13 septembre 1853 et mort le 14 novembre 1938, est un bactériologiste danois. 
Il étudia la botanique avant d'entamer des études médicales en 1878. Il a voyagé à travers l'Europe entre 1878 et 1885. À Berlin, en 1884, il inventa une méthode pour distinguer deux groupes majeurs de bactéries. Cette technique, la coloration de Gram, est encore de nos jours une procédure standard en microbiologie médicale. 
En 1891, Gram était professeur à l'Université de Copenhague.